# 阿波の土柱
阿波の土柱（あわのどちゅう）は、讃岐山脈南麓の、徳島県阿波市阿波町北山・桜ノ岡に存在する侵食地形。土柱層と呼ばれる第四紀の礫層が侵食されたことによって形作られた、高さ10メートルほどの柱状・タケノコ状の地層が林立する。
1921年（大正10年）に付けられた、「三山六嶽三十奇」の異称も持つ。アメリカのロッキー山脈および、イタリアの南チロルの土柱と並ぶ「世界三大土柱」の一つとされ、中でも造形が美しいとされる波濤嶽（はとがたけ）は、1934年（昭和9年）5月1日、国指定天然記念物に指定された。
1961年（昭和36年）には、付近一帯が県立自然公園（現・土柱高越県立自然公園）に指定され、1973年（昭和48年）には、自然休養村にも指定された。

## 地形・地史
阿波の土柱が存在するのは、徳島県阿波市阿波町の、讃岐山脈南麓に位置する千帽子山（せんぼうしさん）・高歩頂山（たかぶちょうさん）・円山（まるやま）の丘陵西側の斜面である。土柱は、この丘陵斜面が崩壊して形成された、馬蹄形の急崖の内部に存在する。土柱層と呼ばれる、第四紀の礫層が侵食されることによって生まれた、バッドランド（悪地地形）状の侵食地形である。この土柱層は、讃岐山脈南麓の池田町（旧三好郡、現三好市）から阿波町（旧阿波郡、現阿波市）まで点在し、厚さは80メートル以上とされる。
土柱層は、古期（第四紀更新世）の河成礫層であり、下部が沼沢地堆積層・中部が古吉野川の段丘堆積層・上部が扇状地砂礫層で構成される。このうち、下部の沼沢地堆積層からは、現在よりもやや寒い気候を示す植物遺体・花粉・木の実などが産出している。土柱層は砂礫・粘土・砂などが互層しており、古吉野川の氾濫によって形成された中部の段丘堆積層および、ほぼ同時期の扇状地堆積層を、扇状地ないし崖錐堆積層が覆っている形となっている。
土柱層の、地表に露出している部分の厚さは最大80メートルで、地下では中央構造線父尾断層南側にて、最大600メートルの厚さが確認されている。このように数十万年に渡って厚く堆積した理由は、第四紀更新世において、讃岐山脈が1,000メートルに及ぶ隆起をし、一方で吉野川谷側が数百メートルに渡って沈降したことによって、山地の侵食と低地への土砂の供給が長期間に続いたためと考えられている。
堆積後の土柱層は、約30万年前から現在にかけて河川による侵食を受け、堆積当時の扇状地面が、ほぼ消失した丘陵へと変化した。この過程で土柱が生まれた要因としては、固い礫層がある箇所で、礫によって侵食から保護される形になった下の地層が、柱のような形で残ったもの、と考えられている。
一方で、土柱層に相当する地層は、讃岐山脈南麓に広く分布しているにも拘わらず、土柱がみられるのはこの地域に限られるほか、天然記念物指定地の隣の谷では、東側だけに土柱が分布している。また、全国各地にある同じような地層でも土柱は発生しておらず、結局のところ、明瞭な成因は明らかになっていない。土柱の形成には、地層の風化に対する抵抗の程度、気象条件などが、複雑に関係していると考えられている。
また、土柱の明確な発生時期も不明である。後述の通り、新聞や文献に土柱が現れるのは最古で明治中期であり、阿波市教育委員会は植生の回復状況・土柱層の人工的な掘削地形の侵食状況・侵食土砂の流出状況などから、「おそらくは、江戸後期～明治初期に発生した斜面崩壊で形成された滑落崖と崩壊土砂が、その後に急速に侵食され今日に至った可能性を示唆する」と類推している。

## 名所として

### 発見と活用
上述の通り、土柱の形成時期については、江戸後期から明治初期と推測する資料がある一方、一部の資料では、『西拝師県旧跡録』に、延暦19年（800年）に、阿波守に任ぜられた小倉王が御私領波濤岡に移った際の記述に、「桜田宮に移り給う桜田の宮の最北に波濤ケ嶽と言う所あり云々」との記述があり、また弘仁3年（812年）には、阿波守に任ぜられて当地に降り立った菅原清公が、「春霞波濤嶽に浮び来て、花の浪打つ小倉の里」と詠んでいるとの記述があることから、千百余年前には既に、波濤嶽の地名は存在していたとみられる、としている。
土柱が「天下の名勝」として紹介され始めたのは明治中期からで、1903年（明治36年）に、林村五明小学校（現・阿波市立林小学校）校長の柏木直平が、奇勝として『徳島日日新報』に土柱を紹介したことが、土柱が広く知られるようになった端緒とされる。
土柱のある一帯はそれまで、山林の荒廃や治水問題の原因である厄介者とされ、あるいは「只淋しい恐しい所」と言われていたが、これを契機として多くの見物人が訪れるようになった。1908年（明治41年）には『阿波名勝案内』（石毛賢之助）に、波濤嶽が名勝として写真入りで記載された。1915年（大正4年）には、徳島県師範学校教諭の色川太郎吉が生徒を引率して訪れたところ「耶馬渓以上だ」と驚き、以降、小学校の生徒の遠足地としても利用されるようになった。
1920年（大正9年）8月には、徳島県師範学校地理担当の教諭である尾崎一雄が、実地調査を実施し、同年12月に『地学雑誌』にて研究報告を行っている。尾崎は阿波の土柱が、南チロルの土柱と双璧を成す存在であることをここで述べ、これが土柱が学会に紹介され、また地学上の価値が認識された最初であるとされる。
1921年（大正10年）3月には地元で「林村保勝会」が設立され、絵葉書や案内図によって土柱の宣伝活動が行われた。また8月には柏木直平と前田正一により、「三山六嶽三十奇」として、波濤嶽を初めとする各名称が土柱に与えられた。波濤嶽（はとがたけ）・燈籠嶽（とうろうだけ）・不老嶽（ふろうだけ）・筵嶽（むしろだけ）・橘嶽（たちばなだけ）に加え、現在では消滅した扇子嶽（せんすだけ）の名前が、この際に付けられている。詳細には、以下の通りである。
| 三山     | 六嶽   |        | 三十奇   | 三十奇 | 三十奇 |
| -------- | ------ | ------ | -------- | ------ | ------ |
| 千帽子山 | 波濤嶽 | 瑞穂国 | 大天柱   | 小天柱 | 駝鳥座 |
| 千帽子山 | 波濤嶽 | 瑞穂国 | 濯媼座   | 五柱神 | 大蟻垤 |
| 千帽子山 | 波濤嶽 | 瑞穂国 | 狛狗座   | 猿猴座 | 鯰の丘 |
| 千帽子山 | 波濤嶽 | 蓬来島 | 蓬来島   | 筆貝   | 筍貝   |
| 千帽子山 | 波濤嶽 | 蓬来島 | 大濤小波 |        |        |
| 千帽子山 | 波濤嶽 | 神僊境 | 大石門   | 仙遊洞 | 衣掛岩 |
| 千帽子山 | 波濤嶽 | 神僊境 | 宝笙礁   | 獅子座 |        |
| 千帽子山 | 波濤嶽 | 密厳土 | 仏足跡   | 五輪塔 |        |
| 千帽子山 | 扇子嶽 |        | 日章扇   |        |        |
| 高歩頂山 | 橘嶽   |        | 剣戟群   | 隊長座 |        |
| 高歩頂山 | 筵嶽   | 金屏障 | 銀屏障   |        |        |
| 丸山     | 不老嶽 | 高層楼 | 一軒家   |        |        |
| 丸山     | 燈籠嶽 | 山家塔 | 五歩閣   | 大燈籠 |        |

このころ、周囲には売店・休憩所・飲食店などが多数設けられて、毎日1,000人もの来観者が訪れるようになったという。急激な観光客の増加は当初、村民を驚かせるほどだったが、『林町誌』はその理由を、「当時は、第一次世界大戦後、各国競つて科学思想の旺盛で研究心の高まつていた世相」があったためとしている。土柱入口に開業した「土柱堂」では、土柱煎餅・土柱手拭などが販売され始めたほか、「岩津とらや」の佐藤虎一は、「土柱饅頭」を開発販売して多くの賞を受賞し、土柱饅頭は駅などでの販売により、全国に知られるようになった。
土柱を訪れる観光客が増加したため、林町では県道から土柱に続く道が狭隘で不便であるとして、1934年（昭和9年）10月18日、これを町道に指定。その後は、県道に編入され（徳島県道198号阿波土柱線）、町の青年団の奉仕によって、安全な通行のための整備が続けられた。戦後の1948年（昭和23年）7月1日には、吉野川の「岩津渡船」が土柱来観者の増加に伴い、県営に移管され、1950年（昭和25年）3月からは発動機船が就航して、時間短縮・運航回数増加が計られた。
1934年（昭和9年）5月1日、波濤嶽は、国指定天然記念物の指定を受けた。当時の指定名称は「林町土柱」で、市町村合併によって1955年（昭和30年）7月21日、「阿波の土柱」に変更されている。指定時の説明文は以下の通り。
1956年（昭和31年）10月10日には、画家の山下清も当地を訪れ、マジックインキで土柱のスケッチを取っている。この際、「これ、人間がつくったのとは違うんだろうな。わざわざつくるのはバカらしいもんな」との感想を残している。

### 現代の土柱と課題

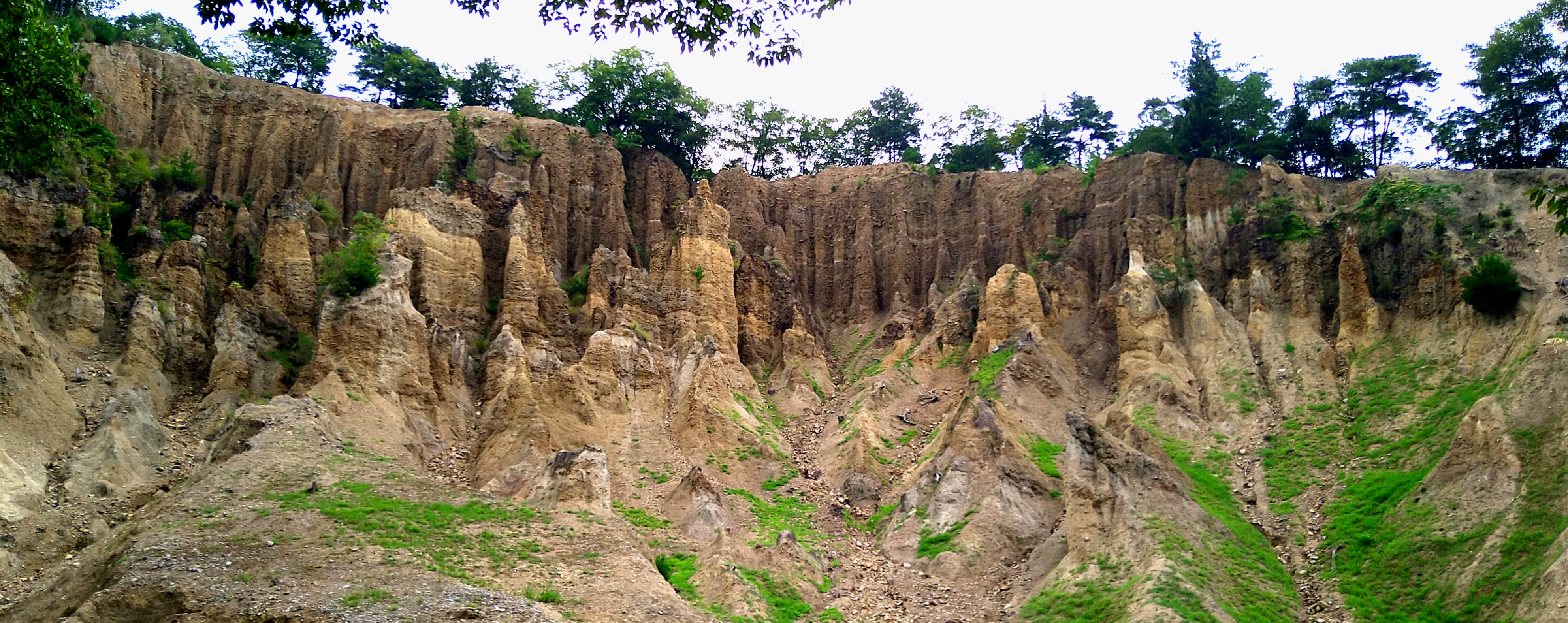
正面から見た図（2022年）

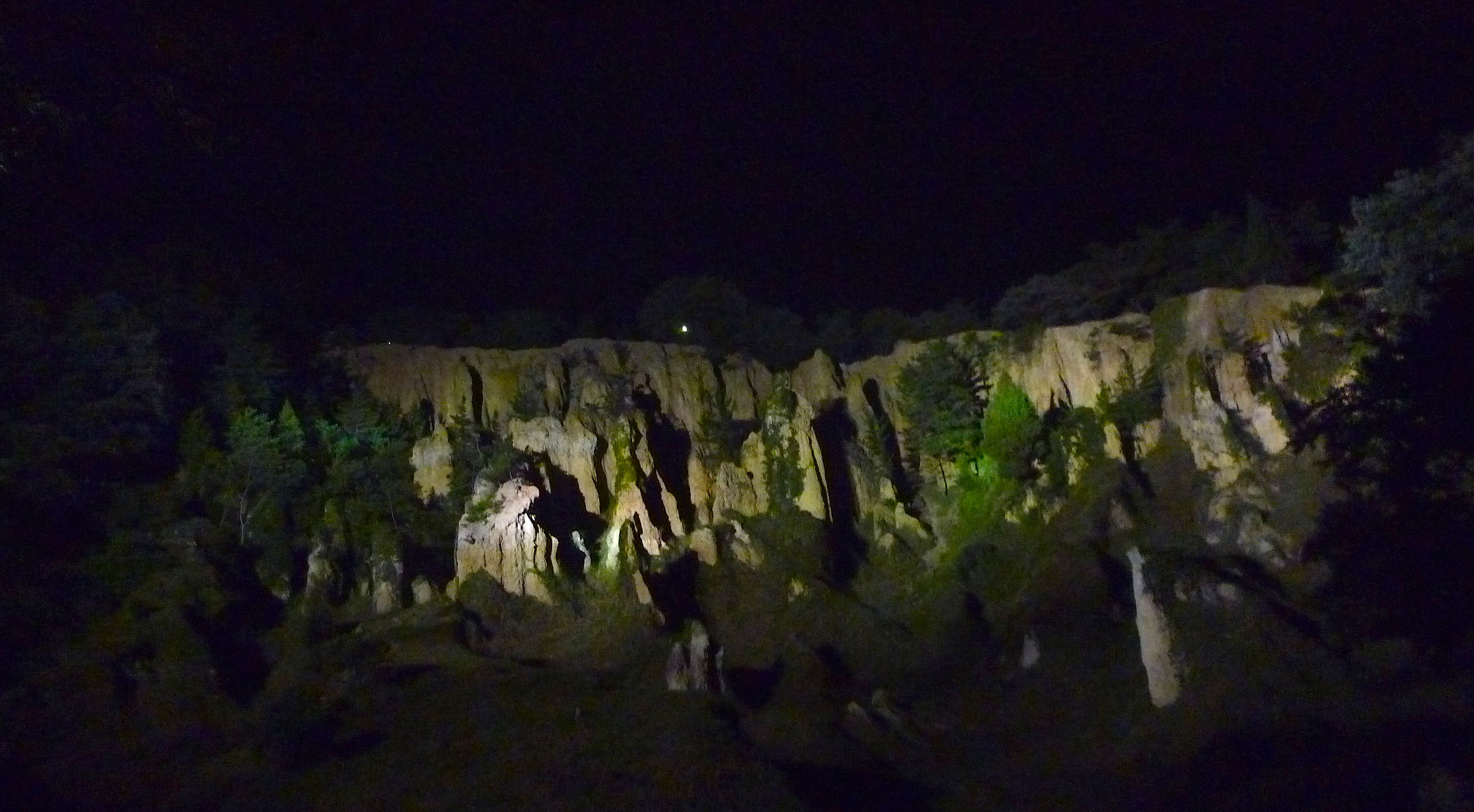
ライトアップされる土柱（2009年）

阿波の土柱は現在、阿波市を代表する観光名所となっている。阿波市は、阿波の土柱をアメリカのロッキー山脈および、イタリアの南チロルの土柱と並ぶ「世界三大土柱」の一つとしてアピールしている。夜間には毎日、ライトアップも行われている。
土柱は、天然記念物指定以後も、以下のような指定を受けている。
- 1961年（昭和36年） - 県立自然公園[3][25]。1967年（昭和42年）1月1日付で、土柱・高越県立自然公園として改めて指定[26]。
- 1973年（昭和48年） - 農林省指定、土柱自然休養村[25]
- 2007年（平成19年）- 2009年（平成21年） - 日本の地質百選
- 2017年（平成29年）3月8日 - 四国八十八景[27]

そのほか、1976年（昭和51年）には土柱休養村センターが完成したほか、1998年（平成10年）には、千帽子山の東斜面に、広場や遊具を備えた「土柱山村広場」が完成している。
一方で、侵食や植生の作用によって、土柱の姿は変化しつつあり、2004年（平成16年）の台風第16号では、柱の一部が崩落するという被害を受けている。そのため阿波市では、2011年（平成23年）度および2012年（平成24年）度において、調査指導委員会を設置し、現地調査と保存管理計画の策定を実施している。
2022年（令和4年）には、コロナ禍による観光客の減少を受け、阿波市観光協会や地元の「土柱ボランティアガイドの会」は、天然記念物指定日である5月1日を「土柱の日」に制定している。

## 交通アクセス
所在地（波濤嶽）
- 徳島県阿波市阿波町北山540[31]。

交通
- JR徳島線阿波山川駅下車。車で約15分[31]。
- 徳島自動車道脇町インターチェンジから車で約15分[31]。